# Centaurium pringleanum
Centaurium pringleanum är en gentianaväxtart som beskrevs av Robinson. Centaurium pringleanum ingår i släktet aruner, och familjen gentianaväxter. Inga underarter finns listade i Catalogue of Life.